# Bomokandi
La Bomokandi est une rivière d'Afrique centrale qui prend source dans le nord-est de la république démocratique du Congo. C'est un affluent de l’Uele, donc un sous-affluent du fleuve Congo par l'Oubangui.

## Géographie
Elle coule principalement d’est en ouest, au nord du mont Akoti, pour rejoindre l’Uele près de Dingila.